# HITnRUN Phase Two
A HITnRUN Phase Two Prince harminckilencedik és utolsó stúdióalbuma, amely az életében jelent meg. 2015. december 12-én jelent meg a Tidal streaming szolgáltatón keresztül és a HITnRUN Phase One folytatása.
Prince Twitteren jelentette be, hogy az album CD-verziója 2016 januárjában, Paisley Park-i koncertek keretében lesz kiadva. A CD a Piano & A Microphone turnéjának ausztrál és Új-zélandi részének közönségének is ki lett osztva. Hivatalos megjelenése 2016. május 6-án volt, két héttel a zenész halála után.
Az albumon szerepel a "Baltimore" című dal, amely Freddie Gray emlékére íródott. Sok rézfúvós van az albumon, többek közt öt szaxofonista, két trombitás és két harsonás.

## Kereskedelmi teljesítménye
Az album 23. helyen debütált a Top R&B Albums slágerlistán. Prince halálakor 13. helyen lépett be újra a listára és május 21-én elérte a legmagasabb pozícióját, a harmadikat. Ötödik helyig jutott a Top R&B/Hip-Hop Albums listán és a Billboard 200-on a 40. volt a legmagasabb pozíciója. Összességében 57 ezer példány kelt el belőle 2016 novemberéig.

## Számlista
Az összes dal szerzője Prince. 
|     | Cím                   | Hossz |
| --- | --------------------- | ----- |
| 1.  | Baltimore             | 4:34  |
| 2.  | Rocknroll Loveaffair  | 4:02  |
| 3.  | 2 Y. 2 D.             | 3:51  |
| 4.  | Look at Me, Look at U | 3:27  |
| 5.  | Stare                 | 3:46  |
| 6.  | Xtraloveable          | 5:01  |
| 7.  | Groovy Potential      | 6:17  |
| 8.  | When She Comes        | 3:46  |
| 9.  | Screwdriver           | 4:15  |
| 10. | Black Muse            | 7:22  |
| 11. | Revelation            | 5:21  |
| 12. | Big City              | 6:25  |

## Slágerlisták
| Slágerlista (2016)                    | Legmagasabb pozíció |
| ------------------------------------- | ------------------- |
| Ausztrál Albumok (ARIA)               | 117                 |
| Osztrák Albumok (Ö3 Austria)          | 20                  |
| Belga Albumok (Ultratop Flanders)     | 7                   |
| Belga Albumok (Ultratop Wallonia)     | 25                  |
| Kanadai Albumok (Billboard)           | 47                  |
| Holland Albumok (Album Top 100)       | 5                   |
| Francia Albumok (SNEP)                | 34                  |
| Német Albumok (Offizielle Top 100)    | 21                  |
| Ír Albumok (IRMA)                     | 45                  |
| Olasz Albumok (FIMI)                  | 41                  |
| Lengyel Albumok (ZPAV)                | 41                  |
| Spanyol Albumok (PROMUSICAE)          | 32                  |
| Svéd Albumok (Sverigetopplistan)      | 50                  |
| Svájci Albumok (Schweizer Hitparade)  | 9                   |
| UK Albums (OCC)                       | 21                  |
| US Billboard 200                      | 40                  |
| US Top R&B/Hip-Hop Albums (Billboard) | 5                   |

| Slágerlista (2016)                    | Pozíció |
| ------------------------------------- | ------- |
| Belga Albumok (Ultratop Flanders)     | 130     |
| US Top R&B/Hip-Hop Albums (Billboard) | 64      |